# Сан-Хуанито-де-Эскобедо (муниципалитет)
Сан-Хуанито-де-Эскобедо (исп. San Juanito de Escobedo) — муниципалитет в Мексике, в штате Халиско, с административным центром в одноимённом посёлке. Численность населения, по данным переписи 2020 года, составила 9433 человека.

## Общие сведения
Название муниципалитета составное: San Juanito дано в честь монаха Хуана Калеро, убитого индейцами, поднявшими восстание, а Escobedo дано в честь губернатора штата — Антонио Эскобедо.
Площадь муниципалитета равна 194,7 км², что составляет 0,2 % от общей площади штата, а наиболее высоко расположенное поселение Ла-Провиденсия находится на высоте 1416 метров.
Сан-Хуанито-де-Эскобедо граничит с другими муниципалитетами штата Халиско: на севере с Магдаленой, на востоке и юге с Ауалулько-де-Меркадо, и на западе с Эцатланом.

## Учреждение и состав
Муниципалитет был образован 7 февраля 1939 года, по данным 2020 года в его состав входит 13 населённых пунктов, самые крупные из которых:
| Код INEGI                  | Населённый пункт                                                                                                 | Численность населения (2005 год) | Численность населения (2010 год) | Численность населения (2020 год) |
| -------------------------- | --- | -------------------------------- | -------------------------------- | -------------------------------- |
| 007                        | Всего | 8379                             | 8896                             | 9433                             |
| 0001                       | Сан-Хуанито-де-Эскобедо (исп. San Juanito de Escobedo) 20°48′02″ с. ш. 104°00′04″ з. д. (административный центр) | 4872                             | 5373                             | 5595                             |
| 0012                       | Сан-Педро (исп. San Pedro) 20°49′07″ с. ш. 104°03′43″ з. д.                                                      | 982                              | 970                              | 1150                             |
| 0008                       | Ла-Эстансия-де-Айонес (исп. La Estancia de Ayones) 20°52′57″ с. ш. 104°05′07″ з. д.                              | 762                              | 789                              | 760                              |
| 0009                       | Ла-Эстансита (исп. La Estancita) 20°44′09″ с. ш. 103°59′51″ з. д.                                                | 600                              | 656                              | 649                              |
| 0015                       | Эль-Трапиче (исп. El Trapiche) 20°50′56″ с. ш. 104°01′51″ з. д.                                                  | 437                              | 360                              | 450                              |
| 0010                       | Ла-Провиденсия (исп. La Providencia (Cantarranas)) 20°45′49″ с. ш. 103°57′16″ з. д.                              | 308                              | 322                              | 373                              |
| 0004                       | Эль-Асафран (исп. El Azafrán) 20°51′22″ с. ш. 104°01′58″ з. д.                                                   | 184                              | 203                              | 213                              |
| 0013                       | Сантьягуито (исп. Santiaguito) 20°50′46″ с. ш. 104°01′26″ з. д.                                                  | 201                              | 209                              | 197                              |
| —                          | Прочие | 33                               | 14                               | 46                               |
| Названия на карте Генштаба | |                                  |                                  |                                  |

## Экономическая деятельность
По статистическим данным 2000 года, работоспособное население занято по секторам экономики в следующих пропорциях:
- сельское хозяйство, животноводство и рыбная ловля — 41,5 %;
- промышленность и строительство — 23 %;
- торговля, сферы услуг и туризма — 33,4 %;
- безработные — 2,1 %.

## Инфраструктура
По статистическим данным 2020 года, инфраструктура развита следующим образом:
- электрификация: 99,7 %;
- водоснабжение: 96,6 %;
- водоотведение: 99,3 %.